# Automolis priscilla
Automolis priscilla là một loài bướm đêm thuộc phân họ Arctiinae, họ Erebidae.